# Amit Shah
Amit Kaushik Shah (Londra, 26 aprile 1981) è un attore britannico.

## Biografia
Amit Shah è nato nel borgo londinese di Enfield nel 1981 in una famiglia di origini indiane. Dopo aver recitato con la Royal Shakespeare Company durante l'infanzia, ha studiato teatro alla Staffordshire University e recitazione alla London Academy of Music and Dramatic Art. 
Nel 2003 ha fatto il suo debutto sulle scene londinesi nel musical Bombay Dreams, prodotto da Andrew Lloyd Webber. Dal 2006 ha cominciato a recitare al National Theatre di Londra, dove ha fatto il suo esordio nella pièce di Peter Shaffer La grande strage dell'impero del sole. Successivamente è tornato a recitare al National Theatre anche ne L'alchimista, Re Lear e La commedia degli errori.
Dal 2006 ha cominciato anche a lavorare sul piccolo schermo, apparendo in numerose serie televisive, tra cui Crashing, Black Mirror, L'ispettore Barnaby e Doctor Who. Attivo anche in campo cinematografico, Shah ha recitato accanto a Helen Mirren in Amore, cucina e curry e in diversi altri film, tra cui Johnny English colpisce ancora, Ordinary Love e Last Christmas.

## Filmografia parziale

### Cinema
- Symbiosis - Uniti per la morte (Like Minds), regia di Gregory J. Read (2006)
- Infedele per caso (The Infidel), regia di Josh Appignanesi (2010)
- Amore, cucina e curry (The Hundred-Foot Journey), regia di Lasse Hallström (2014)
- Ogni tuo respiro (Breathe), regia di Andy Serkis (2017)
- Final Score, regia di Scott Mann (2018)
- Johnny English colpisce ancora (Johnny English Strikes Again), regia di David Kerr (2018)
- Ordinary Love, regia di Lisa Barros D'Sa e Glenn Leyburn (2019)
- Last Christmas, regia di Paul Feig (2019)

### Televisione
- Casualty – serie TV, episodio 24x11 (2009)
- Hustle - I signori della truffa (Hustle) – serie TV, episodio 6x06 (2010)
- Black Mirror – serie TV, episodio 1x01 (2011)
- Fresh Meat – serie TV, episodio 2x03 (2012)
- Jo – serie TV, episodio 1x02 (2013)
- Lilyhammer – serie TV, 3 episodi (2013)
- Testimoni silenziosi (Silent Witness) – serie TV, 2 episodi (2015)
- Crashing – serie TV, 6 episodi (2016)
- L'ispettore Barnaby (Midsomer Murders) – serie TV, episodio 19x04 (2017)
- Doctor Who – serie TV, episodio 11x01 (2018)
- His Dark Materials - Queste oscure materie (His Dark Materials) – serie TV, episodio 1x06 (2019)
- The Witcher – serie TV, episodio 1x02 (2019)
- Le indagini di Roy Grace (Grace) – serie TV, episodio 1x02 (2021)
- Happy Valley – serie TV, 6 episodi (2023)
- Delitti in Paradiso (Death in Paradise) – serie TV, episodio 12x01 (2023)

## Teatro
- Come vi piace di William Shakespeare, regia di John Caird. Royal Shakespeare Theatre di Stratford-upon-Avon (1989), Barbican Center di Londra (1990)
- Bombay Dreams libretto di Meera Syal e Thomas Meehan, testi di Don Black, colonna sonora di A. R. Rahman. Apollo Victoria Theatre di Londra (2002)
- La grande strage dell'impero del sole di Peter Shaffer, regia di Trevor Nunn. National Theatre di Londra (2006)
- L'alchimista di Ben Jonson, regia di Nicholas Hytner. National Theatre di Londra (2006)
- Arabian Nights, adattamento e regia di Dominic Cooke. Courtyard Theatre di Stratford-upon-Avon (2009)
- Re Lear di William Shakespeare, regia di Michael Grandage. Donmar Warehouse di Londra, Brooklyn Academy of Music di New York (2010)
- La commedia degli errori di William Shakespeare, regia di Dominic Cooke. National Theatre di Londra (2011)
- Love and Information di Caryl Churchill, regia di James Macdonald. Royal Court Theatre di Londra (2012)
- East is East, di Ayub Khan-Din, regia di Sam Yates. Trafalgar Studios di Londra (2014)

## Doppiatori italiani
Nelle versioni in italiano delle opere in cui ha recitato, Amit Shah è stato doppiato da:
- Davide Perino in Amore, cucina e curry
- Daniele Giuliani in Johnny English colpisce ancora
- Luigi Ferraro in Happy Valley